# 愛知県道503号六連杉山線
愛知県道503号六連杉山線（あいちけんどう503ごう むつれすぎやません）は、愛知県田原市から同県豊橋市に至る一般県道である。

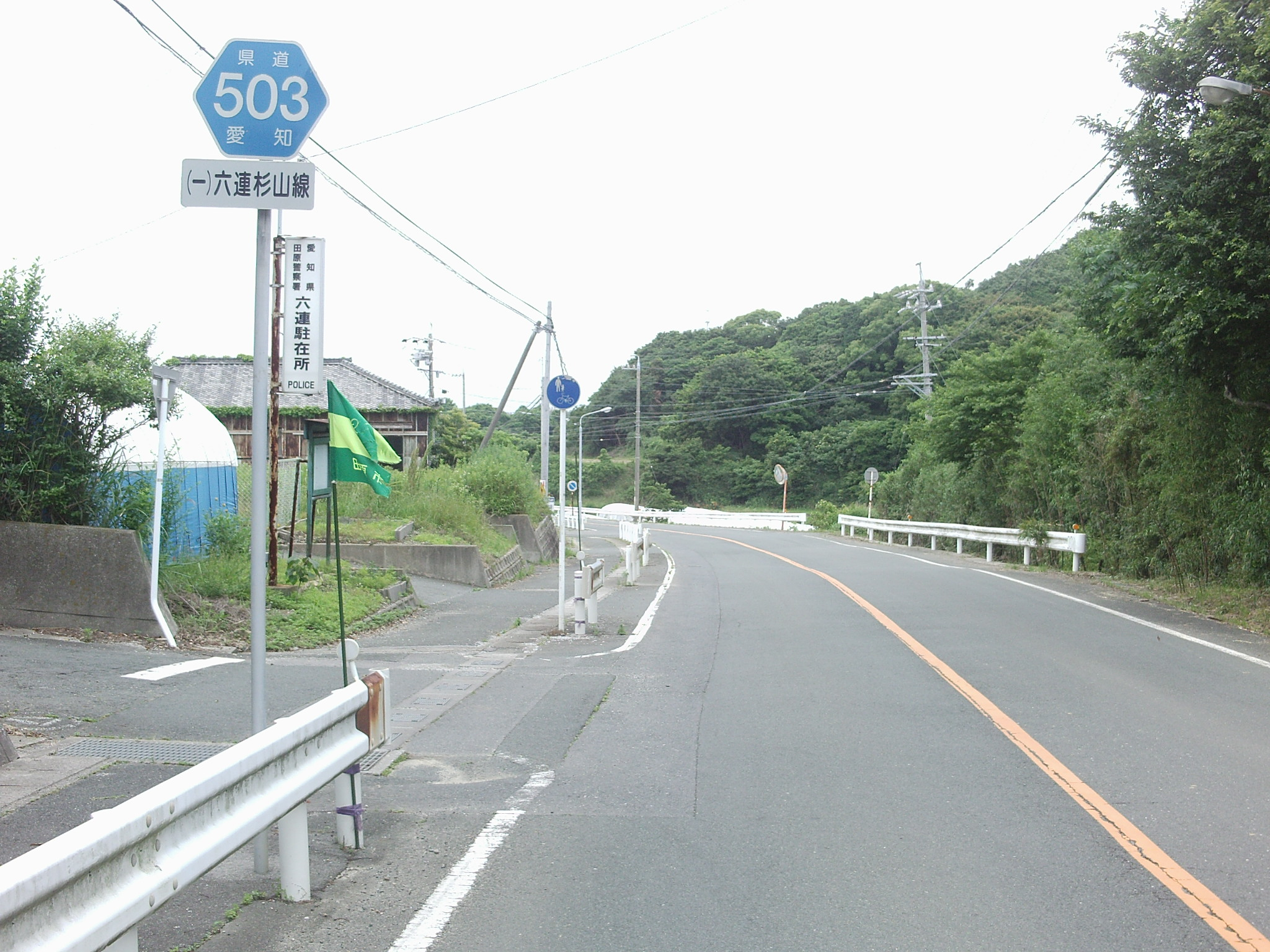
六連町（起点）。六連駐在所付近。

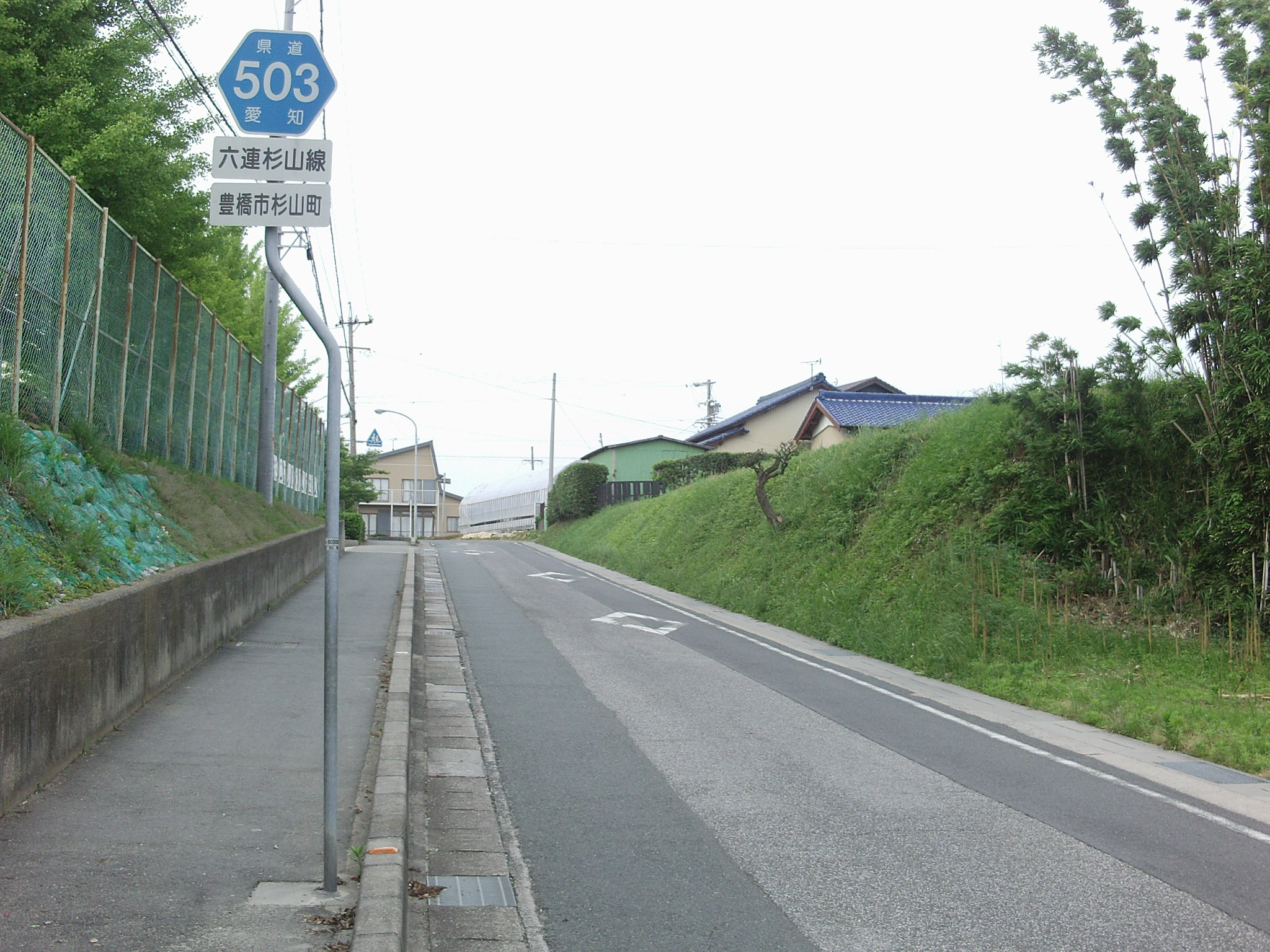
杉山町。豊橋市立杉山小学校付近。

## 概要

### 路線データ
- 起点：愛知県田原市六連町
- 終点：愛知県豊橋市杉山町
- 延長：約5.1km

## 沿革
- 1982年7月14日 認定

## 接続する道路
- 国道42号（表浜街道）（六連交差点）
- 愛知県道397号城下田原線（長仙寺前交差点）
- 国道259号（田原街道）（天津交差点）

## 沿線･周辺
- 田原市立六連保育園
- 愛知県警察 田原警察署六連駐在所
- 六連市民館
- 愛知県警察 豊橋警察署杉山駐在所
- 豊橋市立杉山小学校・杉山保育園・杉山郷土資料館・杉山校区集会所